# Taťjana Petrovová
Taťjana Valerjevna Petrovová (rusky Татьяна Валерьевна Петрова; * 8. dubna 1983, Čuvašsko) je ruská atletka, běžkyně na střední a dlouhé tratě.
První úspěch zaznamenala v roce 2003 na mistrovství Evropy do 23 let v Bydhošti, kde se stala vicemistryní v běhu na 5000 metrů. O dva roky později na stejném šampionátu v německém Erfurtě znovu vybojovala stříbro na pětce a zlatou medaili získala na dvojnásobné trati, běhu na 10 000 metrů.
Později se začala specializovat na tzv. steeplechase, běh na 3000 metrů překážek. V roce 2006 získala na evropském šampionátu v Göteborgu stříbrnou medaili, když cílem proběhla v čase 9:28,05. O rok později vybojovala stříbro také na světovém šampionátu v japonské Ósace, v novém osobním rekordu 9:09,19. V závodě nestačila jen na reprezentační kolegyni Jekatěrinu Volkovovou. Na letních olympijských hrách 2008 v Pekingu doběhla ve finále těsně pod stupni vítězů, na 4. místě v čase 9:12,33.
V roce 2009 se stala vítězkou maratonu v Los Angeles (2.25:59) a skončila čtvrtá na maratonu v Dubaji (2.25:53). V roce 2011 si vylepšila na berlínském maratonu osobní rekord na 2.25:01 a celkově doběhla mezi ženami na 5. místě. Na Letních olympijských hrách 2012 v Londýně vybojovala v novém osobním maximu 2.23:29 bronzovou medaili. Na vítězku Tiki Gelanaovou z Etiopie v cíli ztratila 22 sekund.

## Osobní rekordy
- 3000 m př. – 9:09,19 – 27. srpna 2007, Ósaka
- maraton – 2.23:29 – 5. srpna 2012, Londýn